# 波士顿 (纽约州)
波士顿（英語：Boston）是位于美国纽约州伊利县的一个镇，地处伊利县中南部、布法罗以南。2010年美国人口普查时，该镇有8023人。波士顿镇于1817年4月5日正式建立。其辖区面积为35.8平方英里。